# Aysenoides
Aysenoides es un género de arañas araneomorfas de la familia Anyphaenidae. Se encuentra en Chile y Argentina.

## Especies
Según The World Spider Catalog 12.0:
- Aysenoides colecole Ramírez, 2003
- Aysenoides nahuel Izquierdo & Ramírez, 2008
- Aysenoides parvus Ramírez, 2003
- Aysenoides terricola Ramírez, 2003